# ديفيد نولز (لاعب كريكت)
ديفيد نولز (15 أغسطس 1948 في نيوزيلندا - ) (بالإنجليزية: David Knowles)‏ هو لاعب كريكت نيوزلندي.

## وصلات خارجية
- ديفيد نولز على موقع إي آس بي آن كريك إنفو (الإنجليزية)